# الدوري البلغاري الممتاز 1985-86
الدوري البلغاري الممتاز 1985-86 (بالبلغارية: „А“ група 1985/86)‏ هو الموسم 62 من الدوري البلغاري الممتاز. أشرف على تنظيمه اتحاد بلغاريا لكرة القدم، وكان عدد الأندية المشاركة فيه 16، وفاز فيه نادي بيروي ستارا زاغورا.